# Idaea baeticaria
Idaea baeticaria är en fjärilsart som beskrevs av Hans Zerny 1930. Idaea baeticaria ingår i släktet Idaea och familjen mätare. Inga underarter finns listade i Catalogue of Life.